# Run the Show
Singles de Kat DeLuna featuring Busta Rhymes
Whine Up In the End
Pistes de 9 Lives
9 Lives (Intro) Am I Dreaming
Run the Show est une chanson de la chanteuse américaine de R&B Kat DeLuna, elle est incluse dans son premier album intitulé 9 Lives.
Dans la première version de 9 Lives, Run the Show est chantée avec Shaka Dee mais elle est chantée avec le rappeur Busta Rhymes en single.
La chanson apparait officiellement sur les ondes radios le 15 janvier 2008.
Sa version espagnole est interprétée avec Don Omar.

## Sortie
La diffusion de la chanson a été en très forte rotation dans les radios américaines durant la semaine du 5 et 11 décembre. Elle est classée au départ comme la 182e chanson la plus jouée aux USA. Sa plus haute place est la 45e.
Cela a commencé sur z100 le 20 décembre 2007, et la chanson a bénéficié une diffusion considérable dans les radios 
Elle a démarré à la 88e place dans le Pop 100 et à la 50e place dans le Pop 100 Airplay. La chanson est sortie sur les plateaux de téléchargements légaux aux USA le 5 février 2008. La version espagnole sort plus tard, le 11 mars 2008.
Le single sort dans les bacs le 17 mars 2008 en France.
Run the show est également diffusée sur les télévisions australiennes.
Le 2 juin 2008, le single se hisse a la 41e place dans le UK Singles Chart grâce aux téléchargements seulement. Il est diffusé régulièrement sur les chaînes musicales et radios anglaises, mais en raison d'un manque de promotion la chanson disparait des classements anglais.

## Clip
Le vidéo clip de "Run the Show" feat. Busta Rhymes apparait pour la première fois le jeudi 13 mars 2008 sur son website.
Celui de "Run the Show" feat. Don Omar apparait en avant première le vendredi 21 mars 2008 sur Mun2 à l'émission "Pepsi Musica".
Ces deux vidéos ont été dirigées par Ray Kay.

## Classement
| Pays                    | Meilleure position |
| ----------------------- | ------------------ |
| France                  | 6                  |
| France (Club 40)        | 3                  |
| France (Téléchargement) | 10                 |